# Индийски лешояд
Индийският лешояд (Gyps indicus) е вид птица от семейство Ястребови (Accipitridae). Видът е критично застрашен от изчезване.

## Разпространение и местообитание
Разпространен е в Индия и Пакистан.